# 辽阳工人游行
辽阳工人游行发生于2002年3月20日至4月23日中华人民共和国辽宁省辽阳市的一次游行事件。参与此次游行的主体为辽阳市工人，游行诉求为反对贪污，争取工人权利，是当时中国规模比较大的一次示威事件。游行时断时续，持续很长时间。此次游行的领导者包括：肖云良、姚福信。

## 相关书籍
- Out of Mao's Shadow Philip P. Pan （潘公凯）